# Magyar Nemzeti Múzeum Esztergomi Vármúzeuma
A Vármúzeum a Magyar Nemzeti Múzeum filiáléja, az esztergomi vár bástyarendszerének déli pontján található a Szent István tér 1. szám alatt. A feltárt királyi palota megmaradt helyiségeit mutatja be, a palota termeiben berendezett kiállításból pedig Esztergom vár története, múltja ismerhető meg. A Várhegy déli részén található az Árpád-házi királyok, majd pedig az esztergomi érsekek palotájának maradványai. 2008-ban 101 ezer látogatója volt.

## Története
Géza fejedelem és fia, Szent István király uralkodása ideje alatt a Vár a legfontosabb székhellyé vált, majd az egyházszervezet kialakításakor az érsek székhelye ugyancsak az esztergomi vár lett. István király Szent Adalbert tiszteletére székesegyházat alapított. Imre király lemondott a várról az érsek javára, ekkor Esztergom királyi székhelyből érseki várossá alakult. IV. Béla a királyi székhelyet Esztergomból Budára helyezi át. Az Árpád-ház kihalása után bekövetkezett trónutódlási harcokban a vár is sokat szenvedett. Telegdi Csanád, Szécsi Dénes érsekek, Vitéz János, továbbá Hyppolit, Bakócz Tamás és Szathmáry György érsekek neve fűződik a nagy felújításokhoz, építkezésekhez. A mohácsi vész után az erődítési munkák váltak egyre fontosabbá. Törökök, majd kurucok vették be többször a várat. 1761-ben Mária Terézia visszaadta a várat Barkóczy Ferenc érseknek. A múzeum  a második világháború előtt is látogatható volt, 1971 óta tartozik a Magyar Nemzeti Múzeum kezelésébe.

## A Vármúzeum termei

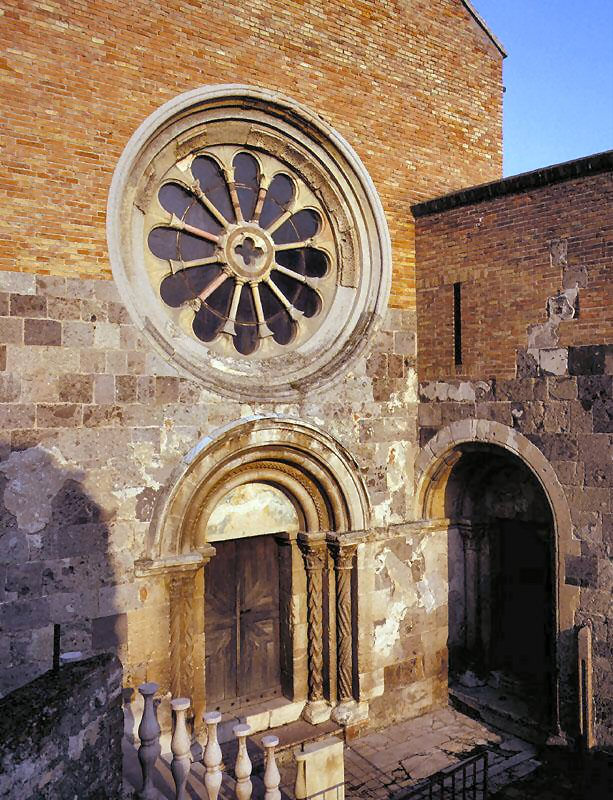
A gótikus rózsaablak

A Magyar Nemzeti Múzeum Esztergomi Vármúzeuma állandó és időszakos kiállításokkal várja a látogatókat. A Vármúzeum gyűjtőterülete a Várhegyet és közvetlen környezetét öleli fel. Állandó kiállítás a több teremben bemutatott, az esztergomi vár története című kiállítás:
- Első terem: A Várhegy és közvetlen környékének, a népvándorlás korát megelőző régészeti emlékei láthatók a 15. századi boltozatos teremben. 18-20 ezeréves régészeti leletek.
- Második terem: A népvándorlás és honfoglalás korának Esztergom környéki leletei láthatók. 11. századi Esztergomban vert pénzek gyűjteménye.
- Harmadik terem: a Szent Adalbert Székesegyház XI-XII. századból fennmaradt oszlopfői tekinthetők meg. Maga a terem az érseki palota fennmaradt konyhája. Itt található a Porta speciosa.
- Negyedik terem: A terem sarkaiban a palotából származó kőfaragványok, a kis fali fülkében 12. századi pénzek, hajkarikák, bronzkeresztek láthatók.
- Ötödik terem: ún. „Szent István-terem”, a királyi palota egyetlen, teljes épségben megmaradt 12. századi lakószobája. Sokáig úgy tartották, hogy itt született Vajk. A lakószobából fantasztikus kilátás nyílik a vár alatt húzódó Vízivárosra. Innen szűk lépcső vezet a lakótorony emeletére.
- Hatodik terem: Az ásatások menetét Deéd (Dex) Ferenc színes freskója és Petrás István fényképei mutatják.
- Hetedik terem: lakószoba, Vitéz János érsek dolgozószobája, valójában egy régi terem töredéke. Az egykor ragyogó színvilágú freskókról már a feltárás idején elnevezték ezt a helyiséget Studiolónak, azaz Dolgozószobának, ahol a nagyméltóságú humanista tulajdonos visszavonult vagy tudós társaságot fogadott. A falat a négy fő erény hatalmas portréja díszíti. A freskók a 15. századból valóak, a Mértékletesség alakját egyes feltételezések szerint Sandro Botticelli festette. A teret egyetlen hevederívvel vagyis a Zodiákus ívvel megosztottan, két mezőben római keresztboltozat fedte. A boltozat töredékei ma is láthatóak, bár nem az eredeti helyükön.[3]
- Várkápolna: Késő román, kora gótikus stílusban épült, rengeteg 12. századi freskómaradvánnyal. A terem nyugati kapuja felett található a mára Esztergom jelképévé vált rózsaablak. Innen lépcső vezet le az udvarba, ahol török kori sírkövek vannak kiállítva.

A Vármúzeumnak 4 állandó kiállítása van: Esztergom évszázadai, Díszfegyverek az MNM gyűjteményéből, Fejezetek a magyar pénzverés történetéből és a Kőtár (Lapidarium), ahol megtekinthető Magyarország egyik leggazdagabb román és kora gótikus faragott kő-gyűjteménye, ahol eredeti helyükön láthatóak a francia kora gótika stílusában készített tagozatokat, valamint a középkori Szent Adalbert székesegyház főkapujának, a Porta speciosa-nak kőemlékeit.

## A Botticelli-freskó

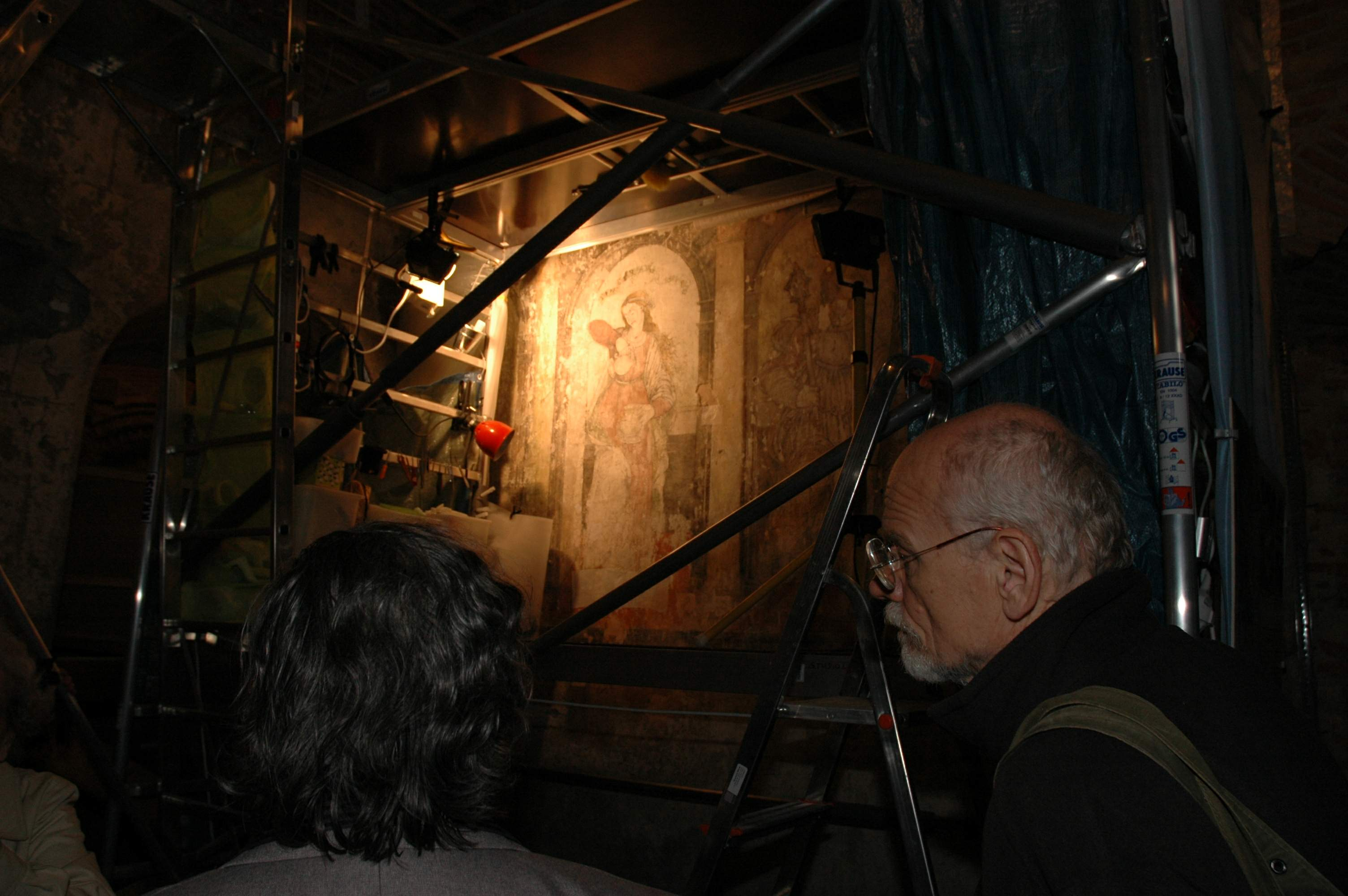
A Botticellinek tulajdonított Mértékletesség freskó

2007 júniusában jelentették be, hogy a Vitéz János studiolójának falát díszítő négy erény közül a Mértékletesség egész alakos freskóját valószínűleg Botticelli készítette. Erről korábban azt hitték, hogy a firenzei Albert mester alkotása. Vitéz annak idején Filippo Lippi festőiskolájától rendelhette meg a festményt, akitől Botticelli is tanult. A Wierdl Zsuzsanna által vezetett restaurátorcsoport már 2000 óta dolgozik a vármúzeum falképeinek helyreállításán. De csak most vált bizonyossá, hogy a Vitéz János studiolójában lévő freskóegyüttes Botticelli munkája. Egy négyrészes falfestmény egyik része a feltárt freskó, amely a négy erény közül a Mértékletességet ábrázolja. A festmény összmérete 4 × 5 méter. A firenzei archívumokban való kutatások kimutatták, hogy Botticelli egy időben Itálián kívül tartózkodott, valószínűleg ekkor készítette a festményt. A dolgozószoba 2009 májusában Európai Örökség címet kapott, ekkor avatták fel a vármúzeum udvarán Vitéz János, a nagy humanista érsek emléktábláját és megtekinthető volt a restaurálás alatt álló studiolóban a Mértékletessség alakja. A studiolo melletti kettős kapu termében a már elkészült falképtöredékes kövekből kiállítás nyílt. A dolgozószoba a másik három Erény és a Zodiákus ív teljes restaurálása után lesz látogatható.